# Ápio Ânio Trebônio Galo (cônsul em 108)
Ápio Ânio Trebônio Galo (em latim: Appius Annius Trebonius Gallus) foi um senador romano eleito cônsul em 108, com Marco Ápio Brádua. Autoridades mais antigas o identificam como Públio Ânio Trebônio Galo (em latim: Publius Annius Trebonius Gallus).

## Carreira
Galo nasceu na gente Ânia e era membro da importante família dos Ânios Régilos. Seu pai pode ter sido Ápio Ânio Galo, um dos cônsules sufectos em 67. Há um consenso entre os historiadores de que sua mãe provavelmente chamava-se Trebônia, filha de Públio Trebônio, cônsul sufecto em 53. Além disto, Galo era parente do senador Marco Ânio Vero, cunhado do imperador Adriano e pai da imperatriz Faustina, a Velha, esposa de Antonino Pio e tia de Marco Aurélio.
Sabe-se que Galo se casou com uma nobre de nome desconhecido e com ela teve um filho chamado Ápio Ânio Trebônio Galo, cônsul em 139.